# 쇼노촌 (히로시마현)
쇼노촌(荘野村)은 히로시마현 가모군에 있던 촌이다. 현재의 다케하라시에 해당한다.

## 역사
- 1889년 4월 1일 - 정촌제 시행에 의해 가모군 쇼노촌이 성립하였다.
- 1955년 3월 31일 - 다케하라정, 도요타군 다마리촌과 합병해, 다케하라정이 되었다.

## 참고문헌
- 『角川日本地名大辞典 34 広島県』。
- 『市町村名変遷辞典』東京堂出版、1990年